# Made in the Dark
Albums de Hot Chip
The Warning
(2006) One Life Stand
(2010)
Made in the Dark est le troisième album du groupe Hot Chip, sorti en 2008.

## Titres
1. « Out at the Pictures » (4:26)
2. « Shake a Fist » (5:10)
3. « Ready for the Floor » (3:52)
4. « Bendable Poseable » (3:46)
5. « We're Looking for a Lot of Love » (4:43)
6. « Touch Too Much » (4:05)
7. « Made in the Dark » (3:00)
8. « One Pure Thought » (4:53)
9. « Hold On » (6:20)
10. « Wrestlers » (3:45)
11. « Don't Dance » (4:42)
12. « Whistle for Will » (2:23)
13. « In the Privacy of Our Love » (2:52)